# Dr. Slump: Hi ha un monstre a la vila del Pingüí
Dr. Slump: Hi ha un monstre a la vila del Pingüí (Dr.スランプ アラレちゃん んちゃ!ペンギン村はハレのち晴れ, Dokutā Suranpu Arare-chan N-cha! Pengin-mura wa Hare nochi Hare) és una pel·lícula anime japonesa del 1993 dirigida per Yukio Kaizawa. És la cinquena pel·lícula del manga Dr. Slump d'Akira Toriyama. Està doblada al català.
Es va estrenar al Japó el 3 de març de 1993, on va ser distribuïda per Toei Animation. El 27 de desembre de 1995 es va estrenar a TV3 en llengua catalana.

## Argument
El professor Sembei Norimaki ha creat l'Arale un robot humanoide amb forma de nena i una força extraordinària, que no té cap problema per integrar-se a la Vila del Pingüi. Però de cop i volta apareix a la Vila un monstre anomenat Dodongadon, aquest atemoreix tots els habitants del poble menys l'Arale.

## Doblatge
| Nom del personatge | Actor de veu en japonès | Actor de veu en català |
| ------------------ | ----------------------- | ---------------------- |
| Arale Norimaki     | Mami Koyama             | Anna Maria Camps       |
| Akane Kimidori     | Mami Matsui             | Maria Rosa Guillén     |
| Senbei Norimaki    | Kenji Utsumi            | Ramon Puig             |
| Dodongadon         | Keiko Yamamoto          | Carme Calvell          |
| Mamangadon         | Tomie Kataoka           | Enriqueta Linares      |
| Cap Gyaos          | Daisuke Gôri            | Ferran Llavina         |